# Фабрис, Саманта
Саманта Фабрис (хорв. Samanta Fabris; р. 8 февраля 1992, Пореч, Хорватия) — хорватская волейболистка. Диагональная нападающая.

## Биография
Саманта Фабрис родилась в деревне Даниели неподалеку от селения Кринга (община Тиньян), выросла в небольшом прибрежном хорватском городе Пореч. В детстве занималась теннисом, но в возрасте 13 лет переключилась на волейбол, играла в молодёжных командах «Свети-Ловреч», «Пореч» и «Пазин». В 2008 году дебютировала в чемпионате Хорватии в составе «Риеки», в то время сильнейшей клубной команды страны, четырежды подряд выиграв с ней национальное первенство. В 2012 волейболистка переехала в Италию, где выступала на протяжении 7 сезонов, став в составе «Имоко» из Конельяно двукратной чемпионкой страны и двукратным призёром Лиги чемпионов ЕКВ, а играя за «Поми» — серебряным призёром клубного чемпионата мира. В 2019 году заключила контракт с российской командой «Динамо-Казань».
В 2008—2011 Фабрис выступала за юниорскую и молодёжную сборные Хорватии, а в 2011 дебютировала уже в главной национальной команде страны, приняв участие в розыгрыше Евролиги. В 2019 стала обладателем серебряных наград Евролиги, а годом ранее — «золота» Средиземноморских игр. С 2017 — капитан сборной Хорватии.

### Клубная карьера
- 2008—2012 —  «Риека»;
- 2012—2013 —  «Кьери»;
- 2013—2015 —  «Лю-Джо Воллей» (Модена);
- 2015—2016 —  «Игор Горгондзола» (Новара);
- 2016—2017 —  «Поми» (Казальмаджоре);
- 2017—2019 —  «Имоко Воллей» (Конельяно);
- 2019—2022 —  «Динамо-Казань»/ «Динамо-Ак Барс» (Казань);
- 2022—2023 —  «Эджзаджибаши» (Стамбул);
- 2023—2024 —  «Чукурова Адана Демирспор» (Адана);
- с 2024 —  «Зерен» (Анкара).

## Достижения

### С клубами
- 4-кратная чемпионка Хорватии — 2009—2012.
- победитель розыгрыша Кубка Хорватии 2009;
  - двукратный серебряный призёр Кубка Хорватии — 2010, 2011.
- двукратная чемпионка Италии — 2018, 2019.
- 3-кратный серебряный призёр розыгрышей Кубка Италии — 2015, 2018, 2019.
- победитель розыгрыша Суперкубка Италии 2018.
- чемпионка России 2020;
  - бронзовый призёр чемпионата России 2021.
- 3-кратный победитель розыгрышей Кубка России — 2019, 2020, 2021.
- обладатель Суперкубка России 2020.
- серебряный призёр чемпионата Турции 2023.

- двукратный серебряный (2019, 2023) и бронзовый (2018) призёр Лиги чемпионов ЕКВ.
- серебряный (2016) и бронзовый (2022) призёр клубных чемпионатов мира.
- победитель (2009) и бронзовый призёр (2010) чемпионатов Среднеевропейской зональной ассоциации (MEVZA).

### Со сборной Хорватии
- двукратный серебряный призёр Евролиги — 2019, 2021.
- обладатель Кубка претендентов 2022.
- победитель (2018) и бронзовый призёр (2013) Средиземноморских игр.

### Индивидуальные
- 2015: самая результативная и лучшая диагональная нападающая чемпионата Италии.
- 2018: MVP (самый ценный игрок) Суперкубка Италии.
- 2019: лучшая нападающая Кубка России.
- 2021: MVP (самый ценный игрок) Кубка России.

## Семья
Профессиональными спортсменами являются младшие брат и сестра Саманты Фабрис — баскетболист Дональд (род. 2002) и волейболистка Николина (род. 1999).